# Clandon Barrow

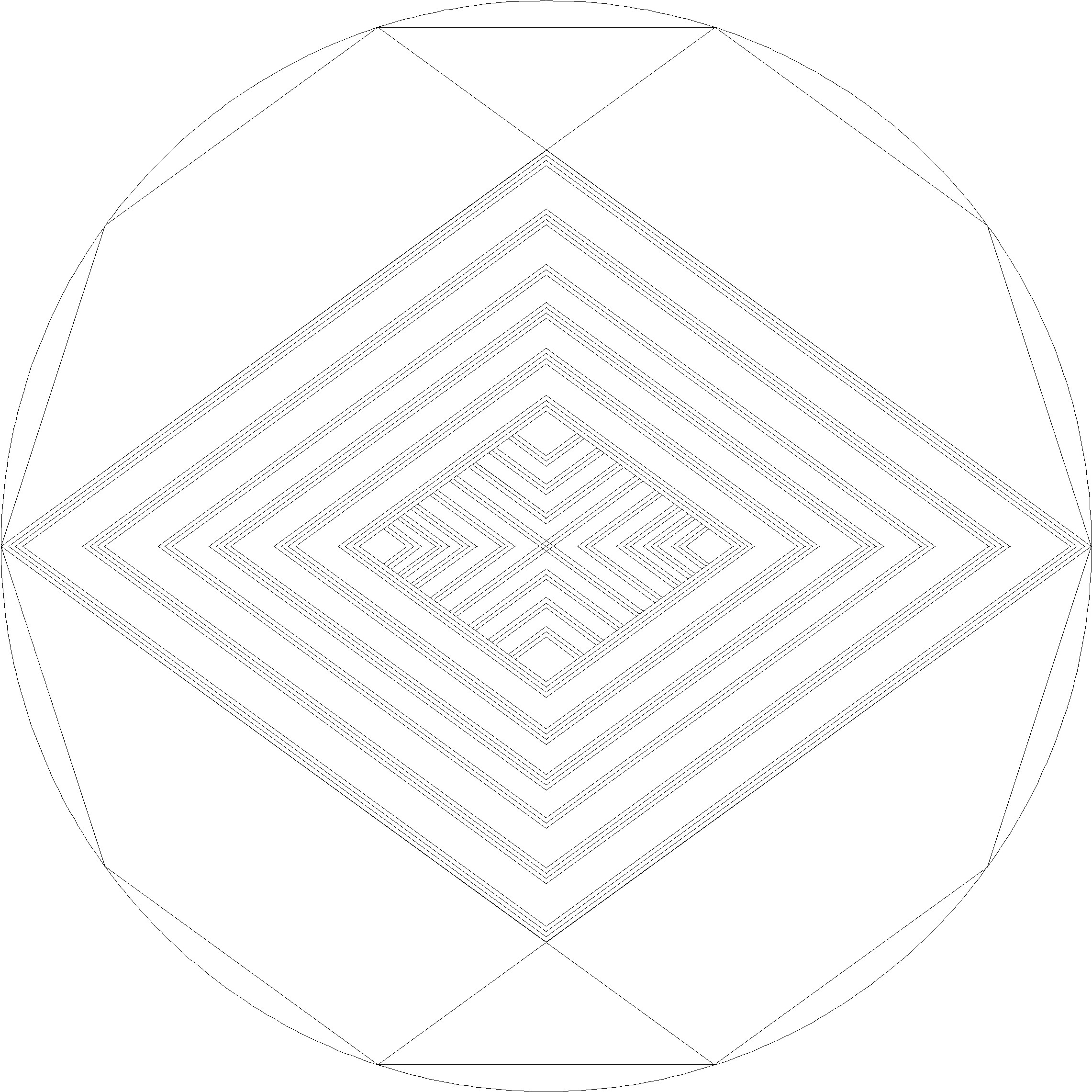
Clandon-Barrow-Raute

Clandon Barrow ist ein großer bronzezeitlicher Rundhügel (Bowl Barrow) bei Martinstown in der Nähe von Dorchester in Dorset in England. Er liegt in der Nähe des Maiden Castle.

## Fundgeschichte
Im Jahr 1882 wurde dort von Edward Benjamin Howard Cunnington (1861–1950) die Clandon-Barrow-Raute (englisch Clandon Lozenge) ausgegraben. Bereits 74 Jahre früher (1808) waren in der Nähe von Stonehenge die beiden ähnlichen Bush Barrow-Rauten gefunden worden.

## Beschreibung
Die 15,5 × 11 cm große goldene Raute wurde zusammen mit der von William Cunnington gefundenen, etwas größeren Bush-Barrow-Raute, einem 
ähnlichen Artefakt, untersucht. Form und dekorative Elemente beider Rauten basieren auf geometrischen Mustern. Die Clandon-Raute basiert auf der Geometrie eines Zehnecks, die Bush-Barrow-Raute auf einem Sechseck.

## Weitere Funde
Mit der Clandon Lozenge wurden ein Keulenkopf aus Kimmeridge-Schiefer mit Goldeinlagen, ein Dolch und einer von nur zwei Bernsteinbechern (Bernsteinbecher von Hove) in England gefunden.